# Орбелиани, Дмитрий Тамазович
Князь Дми́трий Тамазович (Фомич) Орбелиа́ни (29 сентября 1797 — 24 октября 1868) — генерал-лейтенант, участник русско-персидской, русско-турецкой и Крымской войн.

## Биография
Происходил из старинного княжеского рода. Был сыном генерал-майора князя Тамаза Мамуковича и княжны Кетеван Давидовны Кобулашвили. С 1811 года состоял в Свите царицы Имеретии Анны. Служил в кавалерии с 1820 года. Штабс-капитан (1825).
Был начальником Борчалинского уезда Тифлисской губернии. Участник Русско-персидской войны 1826—1828 года, Русско-турецкой войны 1828—1829 гг, и Крымской войны 1853—1856 гг. С 1829 по 1839 годы был начальником Тифлисского уезда. Высочайшим приказом от 22 августа 1842 года произведён в полковники. 6 июля 1845 году пожалован в генерал-майоры. С 1839 по 1848 годы служил в Отдельном кавказском корпусе. 26 августа 1856 года произведён в генерал-лейтенанты. Предводитель дворянства Тифлисской губернии (1848—1856). По отзыву современника
:

Князь Орбелиани во времена Воронцова был губернским предводителем дворянства. Это был почтенный, старый, простой господин, тип старика грузина. Его все любили за его простоту и добродушие. Женат он был на царевне Варваре Багратовне, женщине также простой и доброй. При князе Барятинском они пользовались большим общественным почетом и в тех случаях, когда князю нужно было назначить хозяйку в доме, например, при каком-нибудь большом празднике или торжестве — честь эта всегда предоставлялась Варваре Багратовне.

## Семья

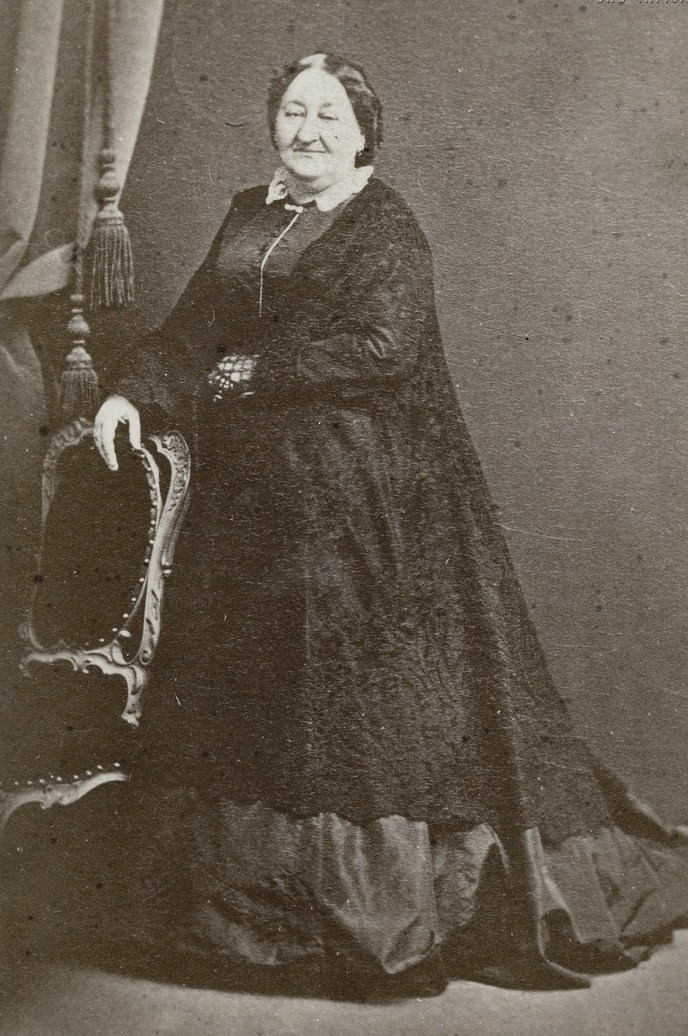
Варвара Багратовна

Жена (с 17 июля 1820 года) — княжна Варвара Багратовна Багратион-Грузинская (1804–1870), дочь царевича Баграта и внучка царя Георгия XII. Венчались в Петерубрге в церкви Захария и Елизаветы при придворной больнице, поручителями были отец невесты, князь Авалов, царевич Константин и князь В. О. Бебутов. За заслуги мужа была пожалована в кавалерственный дамы Орден Св. Екатерины (малого креста) (08.08.1849). Состояла членом женского благотворительного общества Св. Нины в Тифлисе. В браке родилась единственная дочь Вера (04.08.1822— ?), крестница императрицы Елизаветы Алексеевны.

## Награды
- Орден Святой Анны 3-й степени с бантом (1828 год)
- Орден Святого Владимира — 3-й степени (1845 год)
- Орден Святого Станислава 1-й степени (1848 год)
- Орден Святой Анны 1-й степени (1851 год)
- Орден Святого Владимира 2-й степени (1854 год)
- Орден Белого орла (1861 год)
- Орден Святого Александра Невского[8]
- Орден Святого Георгия 4-й степени (26 ноября 1867 года, № 10249 по кавалерскому списку Григоровича — Степанова)